# 天竜流し
「天竜流し」（てんりゅうながし）は、2018年4月25日に発売された福田こうへいのシングル。販売元はキングレコード。
第51回 日本作詩大賞  受賞曲（2018年12月8日）

## 概要
- 前作「道ひとすじ」以来、約7ヶ月ぶりのシングル。
- 長野県から愛知県、静岡県を経て太平洋に注ぐ昔から筏流しで有名な天竜川を舞台にした作品。
- オリコンランキングでは、初登場11位を記録した。

## 収録曲
1. 天竜流し
  - 作詞：万城たかし／作曲：四方章人／編曲：前田俊明
2. 夫婦かたぎ
  - 作詞：浅沼肇／作曲：黒川たけし／編曲：前田俊明
3. 天竜流し オリジナルカラオケ
4. 天竜流し （一般男声用半音下げカラオケ）
  - カラオケのキーを-1に設定したもの。
5. 夫婦かたぎ 　オリジナルカラオケ